# Estadio Jalisco
Estadio Jalisco – stadion piłkarski w mieście Guadalajara, w stanie Jalisco, w Meksyku. Obiekt może pomieścić 63 163 widzów i jest największym stadionem w kraju po Estadio Azteca i Estadio Olímpico Universitario.
Na stadionie swoje mecze rozgrywają kluby z pierwszej ligi meksykańskiej – Atlas Guadalajara i Chivas de Guadalajara oraz zespół z drugiej ligi – Universidad Guadalajara.
Na obiekcie rozegrano mecze Mistrzostw Świata w Piłce Nożnej 1970 i 1986.